# Rödstrupig sångare
Rödstrupig sångare (Curruca cantillans) är en fågel  i familjen sylvior (Sylviidae) med omstridda artgränser, nära släkt med rosensångaren och rostsångaren. Den häckar i södra och sydöstra Europa. Vintertid flyttar den till Sahel i Afrika, strax söder om Sahara. Den är en sällsynt gäst i norra Europa, framför allt i maj.

## Kännetecken

### Utseende
Den adulta hanen har i häckningsdräkt blygrått huvud och grå framrygg, tegelröd strupe kantad av vita mustascher samt tegelrött bröst. Ögon- och orbitalringen är tegelröda och benen är brunskära. Jämfört med rostsångare och rosensångare är det roströda begränsat till bröstet och kontrasterar tydligt mot den ljusare buken. Mustaschstrecket är också i regel bredare. Svår att se men diagnostisk och förekommande på båda könen är dock en vit och spetsig kil på den näst yttersta stjärtpennan. 

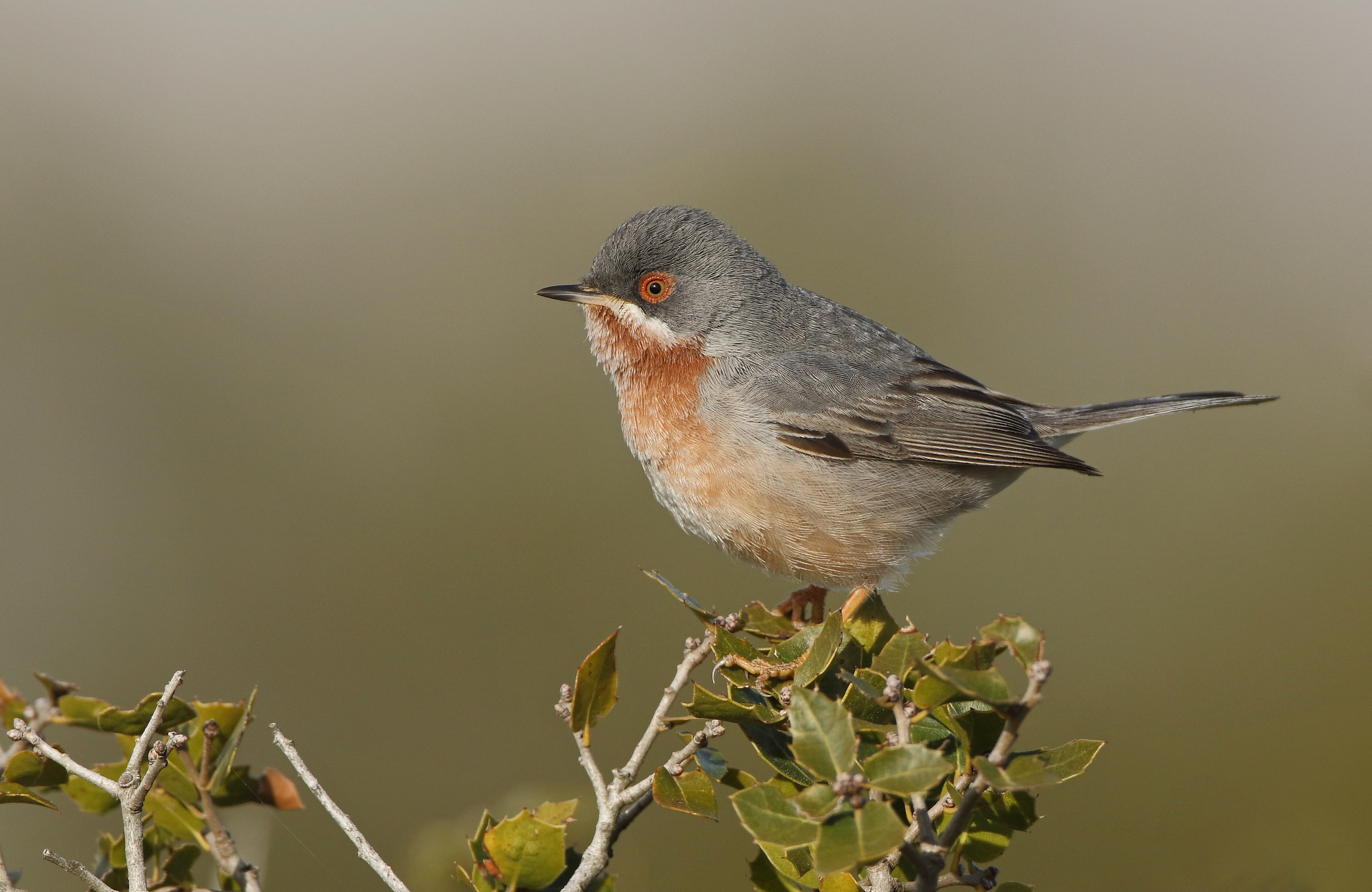
Hane rödstrupig sångare, av underarten albistriata.

Honan är blekare än hanen med bara svagt brunskärt bröst, brungrå ovan och vitaktig ögonring. Förutom stjärtteckning och läten är honan svår att skilja från sina nära släktingar.

### Läten
Den pladdriga och skrovliga sången är lik sammetshätta men är ljusare i rösten och längre. Den lockar med ett "trep" eller "tjep" (dubblerat hos albistriata: "tjeret" eller "tjre-rep"), tjockare än rostsångaren och faktiskt märkligt likt smalnäbbad simsnäppa.

## Systematik och utbredning
Fram tills nyligen ansågs rödstrupig sångare utgöra en enda art som förekommer i hela Medelhavsområdet från Nordafrika och Spanien österut till Turkiet. Morfologiska studier visade 1994 dock att populationen på Mallorca (underarten moltonii) skilde sig i lockläte, handräkt och ruggning och DNA-studier visade på ett betydande avstånd till övriga populationer.
Vid det laget ansågs moltonii förekomma endast i Balearerna samt på Korsika och Sardinien, men senare upptäcktes även populationen i norra Italien höra till samma population. Där visar studier att rosensångare häckar sympatriskt med rödstrupig sångare, alltså bredvid varandra utan att hybridisera. Alla större taxonomiska auktoriteter urskiljer därför moltonii som en egen art, rosensångare, dock med artepitetet subalpina som ansågs ha prioritet före moltonii.
Birdlife Sverige gick dessutom ett steg vidare och urskilde 2014 även den västra populationen av rödstrupig sångare som en egen art, rostsångare (Sylvia inornata, numera Curruca iberiae), baserat på skillnader i morfologi, läten och DNA. Därefter har tongivande internationella auktoriteten IOC följt efter, liksom eBird/Clements 2021.
Rödstrupig sångare begränsas därmed numera till popualtionen i sydöstra Europa, bestående av två underarter med följande utbredning:
- Curruca cantillans cantillans – häckar i centrala och södra Italien
- Curruca cantillans albistriata – häckar på Balkan, i Grekland och Turkiet

Arten är en flyttfågel som övervintrar i Sahel söder om Sahara.

### Rödstrupig sångare i Sverige
Artkomplexet rödstrupig sångare (inklusive rostsångare och rosensångare) har påträffats över 90 gånger i Sverige, nästan alla i maj månad. Efter uppdelningen av arten i tre granskades de tidigare fynden för att utröna vilken art de tillhörde. Resultatet blev att endast elva fynd med säkerhet kunde artbestämmas till rödstrupig sångare i begränsad mening, medan den stora merparten fynd förblev obestämda. Därefter har ytterligare sju fynd gjorts, varav hela fem under 2018. Första fyndet gjordes på Utklippan i Blekinge 1967.

### Släktestillhörighet
Arten placeras traditionellt i släktet Sylvia. Genetiska studier visar dock att Sylvia består av två klader som skildes åt för hela 15 miljoner år sedan, Sedan 2020 delar BirdLife Sverige och tongivande internationella auktoriteten International Ornithological Congress (IOC) därför upp Sylvia i två skilda släkten, varvid rödstrupiga sångaren förs till Curruca. Även eBird/Clements följde efter 2021.

## Ekologi
Rödstrupig sångare trivs i olika biotoper, ofta i buskage på torra sluttningar eller sandiga hedar, även intill öppen skogsmark, eller i frodiga buskmarker intill vattendrag. Boet byggs i en tät buske.

## Status och hot
Arten har ett stort utbredningsområde och en stor population, och tros öka i antal. Utifrån dessa kriterier kategoriserar internationella naturvårdsunionen IUCN arten som livskraftig (LC). Notera dock att IUCN behandlar rostsångare och rödstrupig sångare som en och samma art.

## Taxonomi och namn
Rödstrupig sångare beskrevs som art av Peter Simon Pallas 1764. Dess vetenskapliga artnamn cantillans betyder "sjungande", av latinets cantio ("sång") och canere ("att sjunga").